# Finlandia ai XIII Giochi olimpici invernali
La Finlandia partecipò ai XIII Giochi olimpici invernali, svoltisi a Lake Placid, Stati Uniti, dal 14 al 23 febbraio 1980, con una delegazione di 52 atleti impegnati in sette discipline.

## Medaglie
| Sport             | Oro | Argento | Bronzo | Totale |
| ----------------- | --- | ------- | ------ | ------ |
| Salto con gli sci | 1   | 0       | 1      | 2      |
| Sci di fondo      | 0   | 4       | 2      | 6      |
| Combinata nordica | 0   | 1       | 0      | 1      |
| Totale            | 1   | 5       | 3      | 9      |

## Risultati

### Hockey su ghiaccio

#### Convocati
| Giocatori  | Antero Kivelä, Jorma Valtonen, Kari Eloranta, Hannu Haapalainen, Lasse Litma, Tapio Levo, Olli Saarinen, Seppo Suoraniemi, Markku Hakulinen, Markku Kiimalainen, Jukka Koskilahti, Hannu Koskinen, Jari Kurri, Mikko Leinonen, Reijo Leppänen, Jarmo Mäkitalo, Esa Peltonen, Jukka Porvari, Timo Susi, Ismo Villa |
| Allenatore | Kalevi Numminen |

#### Girone eliminatorio

##### Gruppo A
| 12 febbraio 1980 |             |                    |
| Finlandia        | Polonia     | 4:5 (0:1,3:4,1:0)  |
| 14 febbraio 1980 |             |                    |
| Finlandia        | Giappone    | 6:3 (2:0,2:2,2:1)  |
| 16 febbraio 1980 |             |                    |
| Canada           | Finlandia   | 3:4 (1:2,0:1,2:1)  |
| 18 febbraio 1980 |             |                    |
| Unione Sovietica | Finlandia   | 4:2 (0:1,1:0,3:1)  |
| 20 febbraio 1980 |             |                    |
| Finlandia        | Paesi Bassi | 10:3 (2:1,2:1,6:1) |

###### Classifica
| Pos. | Squadra          | G | V | N | P | Gf | Gs | Diff. | Punti |
| 1    | Unione Sovietica | 5 | 5 | 0 | 0 | 51 | 11 | +40   | 10    |
| 2    | Finlandia        | 5 | 3 | 0 | 2 | 26 | 18 | +8    | 6     |
| 3    | Canada           | 5 | 3 | 0 | 2 | 28 | 12 | +16   | 6     |
| 4    | Polonia          | 5 | 2 | 0 | 3 | 15 | 23 | -8    | 4     |
| 5    | Paesi Bassi      | 5 | 1 | 1 | 3 | 16 | 43 | -27   | 3     |
| 6    | Giappone         | 5 | 0 | 1 | 4 | 7  | 36 | -29   | 1     |

#### Girone per le medaglie
| 22 febbraio 1980 |           |                   |
| Finlandia        | Svezia    | 3:3 (1:0,1:1,1:2) |
| 24 febbraio 1980 |           |                   |
| Stati Uniti      | Finlandia | 4:2 (0:1,1:1,3:0) |

##### Classifica
| Pos. | Squadra          | G | V | N | P | Gf | Gs | Diff. | Punti |
| 1    | Stati Uniti      | 3 | 2 | 1 | 0 | 10 | 7  | +3    | 5     |
| 2    | Unione Sovietica | 3 | 2 | 0 | 1 | 16 | 7  | +9    | 4     |
| 3    | Svezia           | 3 | 0 | 2 | 1 | 4  | 14 | -7    | 2     |
| 4    | Finlandia        | 3 | 0 | 1 | 2 | 7  | 11 | -4    | 1     |